# Munjong di Joseon
Munjong (문종?, 文宗?; nato Yi Hyang (이향?, 李珦?); 15 novembre 1414 – Seul, 1º giugno 1452) è stato il quinto re di Joseon, sul quale regnò dal 1450 al 1452.

## Biografia
Munjong nacque con il nome di Yi Hyang il 15 novembre 1414, figlio maggiore del principe Chungnyeong, che in seguito salì al trono come Sejong il Grande. Sua madre era la regina consorte Soheon. Prima di essere designato principe ereditario nell'ottobre 1421, suo padre chiese agli accademici del Jiphyeonjeon Sin Jang e Kim Ja di insegnargli il Sohak (Apprendimento elementare), dopodiché lo iscrisse al Sŏnggyun'gwan per proseguire la sua educazione. Sejong si accertò che ricevesse una formazione approfondita, e nel 1438 Munjong aveva già letto i Quattro Libri e i Cinque Classici del confucianesimo, la versione ridotta del Zizhi Tongjian, e appreso la pronuncia del cinese. Era inoltre versato in astronomia e aritmetica. Nel 1441 inventò il primo pluviometro per misurare la quantità di acqua piovana caduta a palazzo durante i periodi di siccità.
Fu uno dei confidenti del padre nel periodo in cui questi inventò l'alfabeto coreano, aiutandolo a stabilire i suoni e le rime, e dal 1445 lo assistette nel governo del regno durante la malattia. La reggenza gli permise di acquisire le competenze politiche necessarie prima ancora di diventare re.

### Regno
Ascese al trono quando Sejong morì nel 1450, facendo subito costruire diversi templi buddhisti per commemorarlo. Ciò causò scontento tra gli accademici, poiché il Joseon praticava il neoconfucianesimo sin dalla sua fondazione, nonostante la lunga tradizione buddhista risalente al regno di Silla. Attirando ulteriori critiche, Munjong investì una notevole quantità di denaro nella riparazione dei templi e organizzò riti buddhisti all'interno del palazzo, pur continuando a professarsi non buddhista.
Militarmente, prestò molta attenzione sia alla produzione di armi da fuoco (emanando un decreto nel 1451 per sviluppare gli hwacha, dei lanciarazzi multipli), sia all'elaborazione di tattiche per spiegare le truppe, ordinando di rivedere i programmi di addestramento, e riformò l'organizzazione dei corpi dell'esercito, conferendo anche maggior potere al comandante in prima linea.
Considerando il Daehakyeoneui, un testo cinese della dinastia Song, una lettura indispensabile non solo per il sovrano, ma anche per i suoi sottoposti, ordinò che ai membri della famiglia reale che non avevano seguito studi umanistici né scientifici venisse insegnato a memoria. Fece inoltre pubblicare il Dongguk Byeonggam (Cronaca militare completa del regno orientale), il Goryeosa e molti altri testi storici.
Complessivamente, durante il suo regno il potere del re s'indebolì, mentre quello dei vassalli si fortificò.

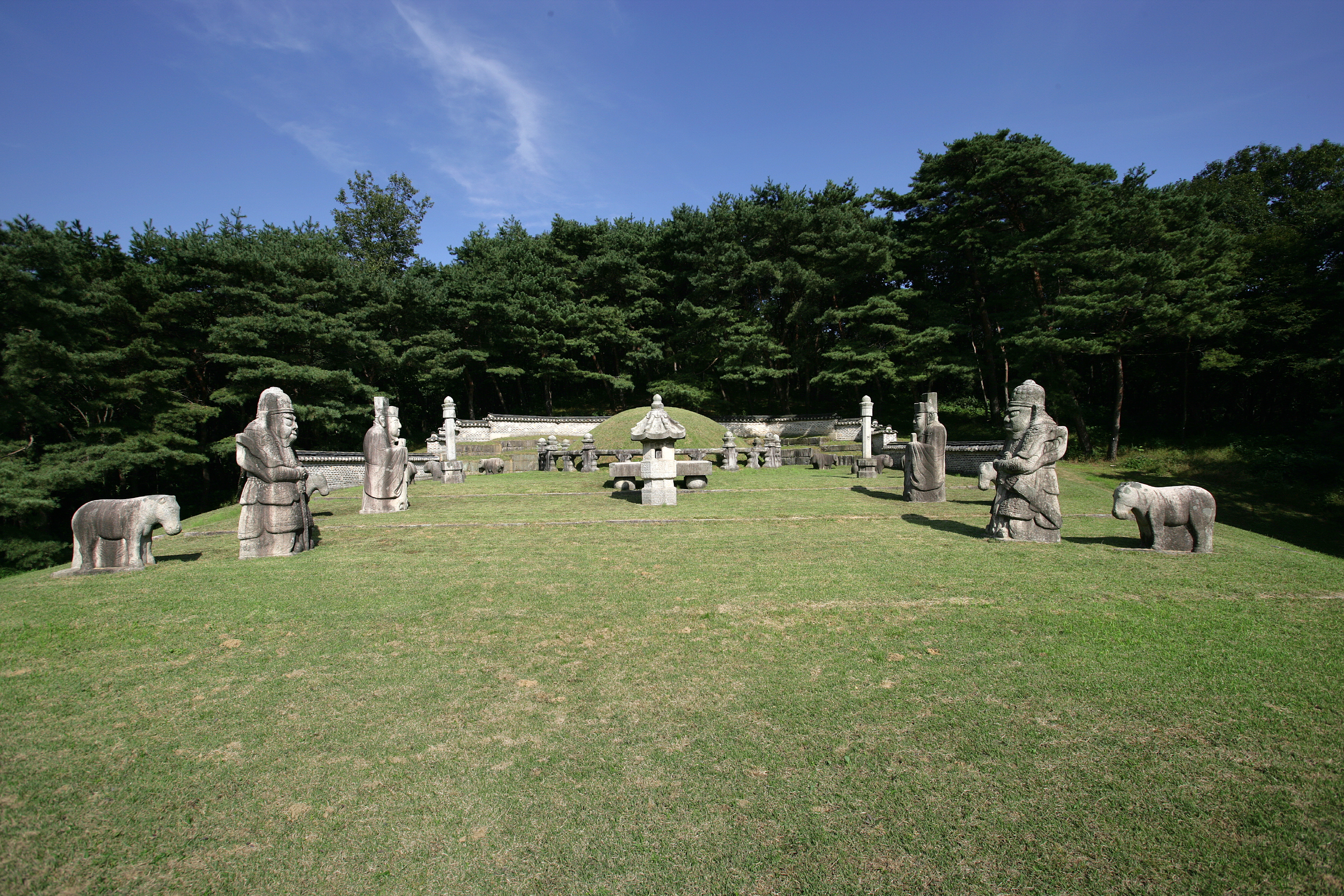
Tomba di Munjong.

Morì nelle sue stanze al palazzo Gyeongbok due anni e quattro mesi dopo la sua incoronazione, il 1º giugno 1452, presumibilmente di setticemia, considerando che soffriva di dermatosi e, poco prima della morte, sulla sua pelle erano comparsi dei gravi foruncoli. Venne sepolto il 1º settembre seguente nella zona sudorientale di Geonwolleung, la tomba di suo bisnonno Taejo. Gli succedette suo figlio, il dodicenne Hongwi, poi noto come Danjong.

## Ascendenza
|                   |        |                     | Genitori              |  |  | Nonni             |  |  | Bisnonni        |  |
|                   |        |                     |                       |  |  | Taejong di Joseon |  |  | Taejo di Joseon |  |
|                   |        |                     |                       |  |  | Taejong di Joseon |  |  | Taejo di Joseon |  |
|                   |        | Shinui di Joseon    |                       |  |  | Taejong di Joseon |  |  |                 |  |
| Sejong il Grande  |        |                     |                       |  |  | Taejong di Joseon |  |  |                 |  |
|                   |        | Wongyeong di Joseon | Min Je                |  |  |                   |  |  |                 |  |
|                   |        | Wongyeong di Joseon | Min Je                |  |  |                   |  |  |                 |  |
|                   |        | Wongyeong di Joseon | Samhangukdaebuin Song |  |  |                   |  |  |                 |  |
| Munjong di Joseon |        | Wongyeong di Joseon |                       |  |  |                   |  |  |                 |  |
|                   | Sim On | Sim Deokbu          |                       |  |  |                   |  |  |                 |  |
|                   | Sim On | Sim Deokbu          |                       |  |  |                   |  |  |                 |  |
|                   | Sim On | Signora Mun         |                       |  |  |                   |  |  |                 |  |
| Soheon di Joseon  | Sim On |                     |                       |  |  |                   |  |  |                 |  |
|                   |        | Samhangukdaebuin An | An Cheon-bo           |  |  |                   |  |  |                 |  |
|                   |        | Samhangukdaebuin An | An Cheon-bo           |  |  |                   |  |  |                 |  |
|                   |        | Samhangukdaebuin An | Signora Kim           |  |  |                   |  |  |                 |  |
|                   |        | Samhangukdaebuin An |                       |  |  |                   |  |  |                 |  |

## Discendenza
Durante la sua vita, contrasse diversi matrimoni sfortunati. Nel 1427 prese come concubina la figlia del magistrato Kim O-mun, ma meno di due anni dopo si scoprì che la donna aveva utilizzato metodi superstiziosi e imparato la sessualità taoista per ottenere il suo favore, perciò Sejong la espulse da palazzo e il matrimonio venne annullato. Si sposò quindi con la dama Bong, che venne cacciata dopo aver intrattenuto una relazione lesbica con una cameriera di nome Sossang. La sua terza moglie, la dama Gwon, entrò a palazzo nel 1431 come concubina, ricevendo il titolo di principessa ereditaria nel 1436 dopo l'espulsione della dama Bong, e morì nel 1441 partorendo l'erede al trono, Hongwi.
Consorti e rispettiva prole:
1. Hwibin Kim del bon-gwan Kim di Andong
2. Sunbin Bong del bon-gwan Bong di Haeum Bong
3. Regina Hyeondeok del bon-gwan Gwon di Andong
  1. Figlia senza nome (?–1433)
  2. Principessa Gyeonghye (1436–1473)
  3. Yi Hongwi (1441–1457)
4. Sukbin Hong del bon-gwan Hong di Namyang
  1. Figlia senza nome (1441–1444)
5. Sugui Mun del bon-gwan Mun di Nampyeong
6. Soyong Yu del bon-gwan Yu di Munhwa
7. Soyong Gwon del bon-gwan Gwon di Andong
8. Soyong Jeong del bon-gwan Jeong di Dongnae
  1. Figlio senza nome (morto durante l'infanzia)
9. Soyong Yun del bon-gwan Yun di Papyeong
10. Sachik Yang
  1. Principessa Gyeongsuk (1439–1482)
  2. Figlia senza nome (1450–1451)
11. Sanggung Jang
  1. Figlio senza nome (morto durante l'infanzia)

## Nella cultura popolare
Munjong è stato interpretato dai seguenti attori:
- Baek Yoon-shik in Pacheonmu (1980)
- Im Jung-ha in Seoljungmae (1984)
- Hwang Chi-hoon in Chudonggung mama (1983)
- Hong Seung-il in Pacheonmu (1990)
- Song Seung-hwan in Han Myeong-hoe (1994)
- Jeon Moo-song in Wanggwa bi (1998)
- Oh Eun-chan e Lee Sang-yeob in Dae-wang Sejong (2008)
- Park Jung-chul in Singijeon (2008)
- Jung Dong-hwan in Gongju-ui namja (2011)
- Sunwoo Jae-duk in Insu daebi (2011)
- Kim Tae-woo in Gwansang (2013)
- Han Jeong-woo e Choi Seung-hun in Jang Yeong-sil (2016)
- Song Jae-hee in Daegun - Sarang-eul geurida (2018)
- Park Sung-hoon in Chenmun: Haneur-e munneunda (2019)